# Per Grytt
Per Johan Axel Grytt, född 27 februari 1963 i Stockholm, är en svensk skådespelare. Han är son till arkitekten Hans Grytt och konstnären Ulla Grytt samt yngre bror till sångaren Kajsa Grytt och sonson till reklammannen Sten Grytt.

## Biografi
Per Grytt gick ut från Teaterhögskolan i Stockholm 1993 och har sedan dess setts i ett flertal film- och TV-produktioner, men han har huvudsakligen verkat på teaterscenen. Han har spelat i uppsättningar på teatrar som Teater Plaza med Grupp 98, Teater Galeasen, Stockholms stadsteater, Göteborgs Stadsteater etc. 
De senaste åren har han setts i ett antal produktioner på Teater Tribunalen i Stockholm, Skjut då varuhus av Martin Heckmanns, i regi av Jenny Nörbeck och Peter Handkes Publikförolämpning i regi av Mellika Melani. Per Grytt spelade den ökände bankdirektören Vingelin, i Teater Tribunalens Ebberöds bank (2007–2008) i regi av Mellika Melani. 2008 spelade han även titelrollen i Mellika Melanis uppsättning av Woyzeck på Radioteatern. 2009 spelade han Andreas Baader i uppsättningen av Elfriede Jelineks pjäs Ulrike Maria Stuart, som spelades på Teater Tribunalen i ett samarbete med Teater Galeasen, även denna gång i Melika Mellanis regi. 
Under våren 2010 har han varit med i två pjäser som markerar Teater Galeasens återkomst till sin klassiska scen på Skeppsholmen, efter två års ombyggnad. "Metallflickan" av Dorota Masłowska, i regi av Natalie Ringler och Det kalla hjärtat av Astrid Saalbach, i regi av Martin Rosengarten. Under hösten 2010 spelade Grytt med i Elfreide Jelineks pjäs Babel, i Mellika Melanis regi på Göteborgs stadsteater, som är en av de pjäser som bjudits in till Teaterbiennalen i Gävle 2011. Under hösten 2011 medverkade Per Grytt i Elfriede Jelineks Köpmannens kontrakt i regi av Mellika Melani på Dramaten i Stockholm.

## Filmografi
- 1989 – Täcknamn Coq Rouge
- 1989 – 1939
- 1995 – Älskar, älskar inte
- 1996 – Anna Holt - polis (TV-serie)
- 1997 – Emma åklagare (TV-serie)
- 1997 – Tre Kronor (TV-serie)
- 1998 – Hamilton
- 1998 – Rederiet (TV-serie)
- 1998 – S:t Mikael (TV-serie)
- 1999 – Vita lögner (TV-serie)
- 1999 – Faust i Piteå
- 2000 – Låt stå! (TV-serie)
- 2000 – Soldater i månsken (TV-serie)
- 2002 – Nya tider (TV-serie)
- 2005 – Graven (TV-serie)
- 2006 – Kanin
- 2006 – Sök
- 2008 – Fishy
- 2010 – Tid ur led
- 2011 – Gustafsson 3 tr (TV-serie)
- 2012 – Odjuret
- 2014 – Ina
- 2018 – Springfloden (TV-serie)

## Teater

### Roller (ej komplett)
| År   | Roll          | Produktion                                                                                   | Regi                            | Teater                   |
| ---- | ------------- | -------------------------------------------------------------------------------------------- | ------------------------------- | ------------------------ |
| 1994 | Benka Jum Jum | Mio min Mio Astrid Lindgren                                                                  | Eva Molin                       | Helsingborgs stadsteater |
| 2005 |               | Skjut då, varuhus! (Schieß doch, Kaufhaus!) Martin Heckmanns                                 | Jenny Nörbeck                   | Teater Tribunalen        |
| 2006 |               | Publikförolämpning (Publikumsbeschimpfung) Peter Handke                                      | Mellika Melouani Melani         | Teater Tribunalen        |
| 2011 |               | Köpmannens kontrakt (Die Kontrakte des Kaufmanns) Elfriede Jelinek                           | Mellika Melouani Melani         | Dramaten                 |
| 2012 |               | Peggy Pickit ser Guds ansikte (Peggy Pickit sieht das Gesicht Gottes) Roland Schimmelpfennig | Olof Hanson                     | Teater Galeasen          |
| 2013 |               | Boj och den arge                                                                             | Sven-Olof Wagelin               | Riksteatern              |
| 2014 | John Nilsson  | Streber Stig Dagerman                                                                        | Olle Jansson                    | Dramaten på turné        |
| 2015 |               | Experimentet Lucia Cajchanova                                                                | Henrik Dahl                     | Teater Tribunalen        |
| 2015 |               | Inkallelseorder Johanna Emanuelsson, Richard Turpin                                          | Maja Björkquist, Richard Turpin | Teater Tribunalen        |
| 2015 |               | A Clockwork Orange Anthony Burgess                                                           | Tereza Andersson                | Backa Teater             |
| 2016 |               | Mamman Åsa Lindholm                                                                          | Erik Holmström                  | Teater Tribunalen        |

### Manus
- 2006 – Lilla Jönssonligan och glasskampen av Figge Norling och Per Grytt, regi Figge Norling, Vasateatern[6]